# Acrognophos
Acrognophos là một chi bướm đêm thuộc họ Geometridae.

## Các loài
- Acrognophos iveni (Erschoff, 1874)